# Piazza Corvetto
Piazza Corvetto è una delle più vaste ed eleganti piazze di Genova. Intitolata a Luigi Emanuele Corvetto, politico genovese dell'epoca napoleonica, fa parte del quartiere di Portoria ed è posta in posizione centrale. Dista poche centinaia di metri dalla centrale piazza De Ferrari.

## Storia

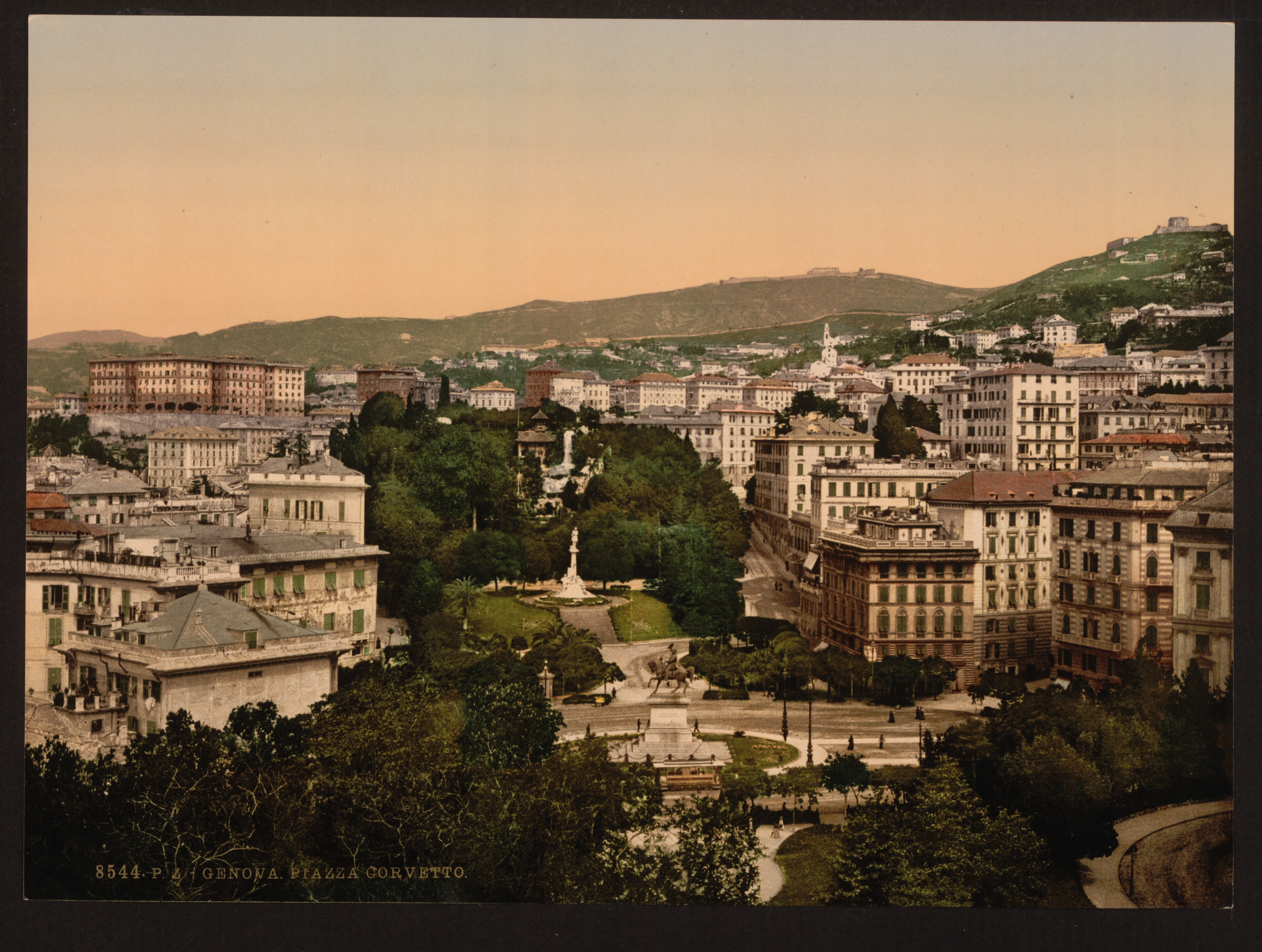
L'intera piazza fotografata dalla spianata dell'Acquasola, al centro si distingue Villetta Dinegro, posta sulla collinetta accanto alla piazza

Caratterizzata da giardini e aiuole fiorite in entrambi i viali che conducono al vicino parco dell'Acquasola e alla Villetta di Negro, al suo centro spicca l'imponente statua equestre dedicata a Vittorio Emanuele II di Savoia (aspetto curioso in quanto fu il Re a ordinare la repressione militare dei Moti di Genova del 1849), opera dello scultore Francesco Barzaghi.
Era unita a piazza Manin, con un percorso di circa un chilometro, da delle prime linee di tramway elettrici, gestita dalla Società di Ferrovie Elettriche e Funicolari, attivata nel 1893, prima che il trasporto pubblico cittadino a Genova venisse preso in gestione dall'UITE (Unione Italiana Tramways Elettrici), diventata poi AMT.
Numerose sono le vie che si aprono dalla piazza: via Roma, una delle arterie cittadine più eleganti e sede del Palazzo della Prefettura (il cinquecentesco palazzo di Antonio Doria, al cui interno sono gli affreschi di Luca Cambiaso; un lato di questo palazzo si affaccia sulla piazza), via Assarotti, importante strada residenziale, via Palestro, via dei Santi Giacomo e Filippo. All'angolo con Via Roma venne ucciso, il 20 febbraio 1945, il partigiano Luigi Lanfranconi, Medaglia d'oro al valor militare. Una lapide posta all'inizio di via Roma ricorda l'evento.
Vi si trova la Biblioteca Franzoniana e, a breve distanza, sono situati i teatri Duse e Politeama, la Galleria Mazzini e la Villetta Dinegro.
Piazza Corvetto è attraversata dal percorso della metropolitana di Genova. La realizzazione della stazione a servizio della piazza, intermedia tra le fermate di De Ferrari e di Brignole, venne decisa nell'ambito dei lavori di prolungamento della linea condotti tra il 2005 e il 2012, poi sospesi per mancanza di fondi, e ricominciati nell'ottobre 2023.

## Sottopassaggi d'arte
I sottopassaggi pedonali di Piazza Corvetto sono stati ciclicamente decorati con gallerie estemporanee, chiamate Falsi d'autore, curate dagli studenti del liceo artistico Paul Klee. Il progetto ha avuto inizio nel 1995 su iniziativa di Walter Bartolozzi, e si è sviluppato nei decenni successivi, coinvolgendo negli anni più di seicento studenti.
Fra le prime opere riprodotte, alcuni quadri di Van Gogh, Kandinskij e Magritte. Dopo gli attentati dell'11 settembre 2001, sono state riprodotte opere del MOMA di New York. In seguito, sono stati inclusi alcuni esempi della pittura nipponica in omaggio al vicino Museo d'arte orientale "Edoardo Chiossone" di Villetta Dinegro e a una mostra tematica a Palazzo Ducale. Nel 2015 i sottopassi sono stati riqualificati con alcune opere a favore dell'Unicef. I disegni sono stati raccolti in un catalogo.

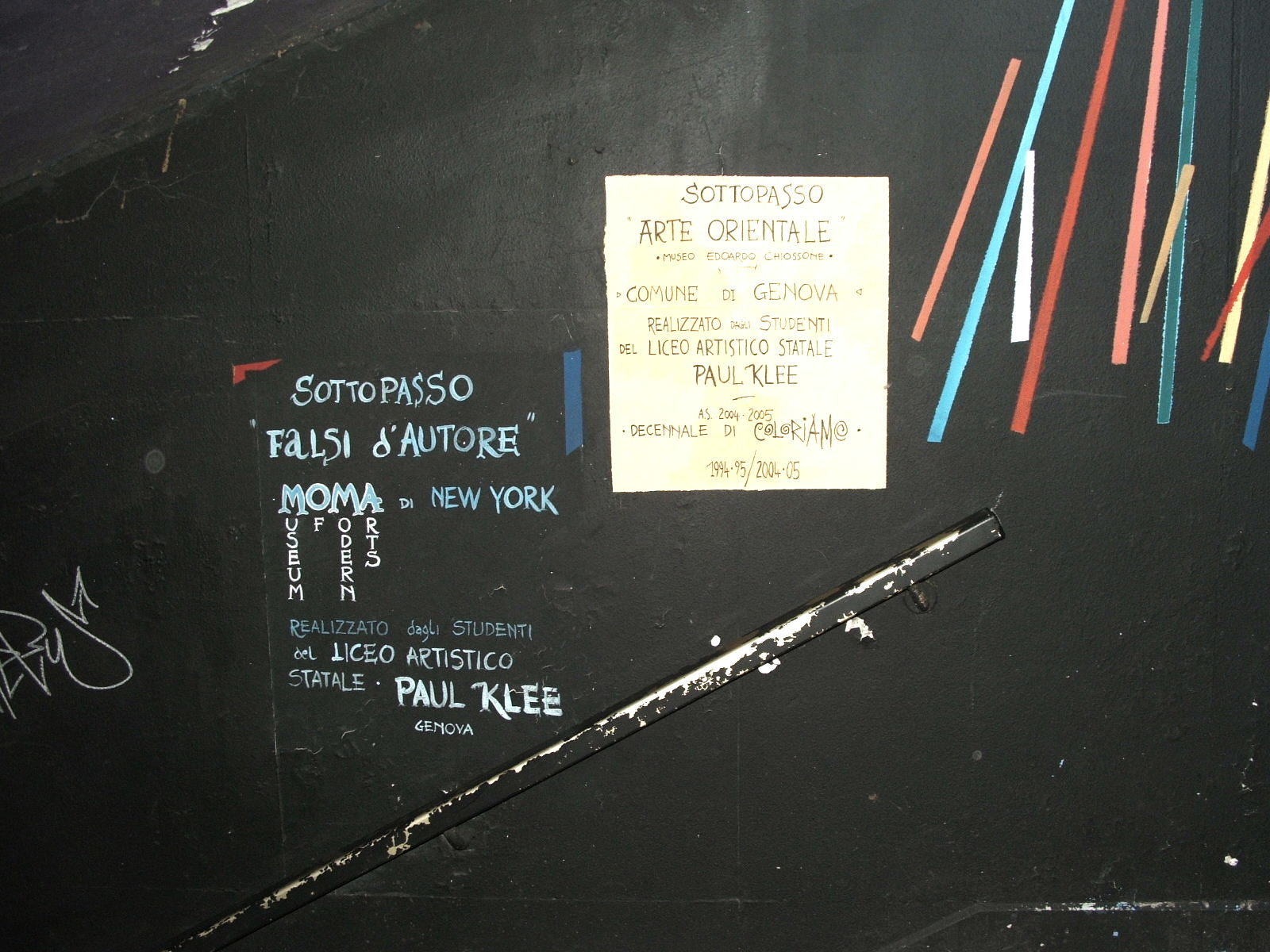
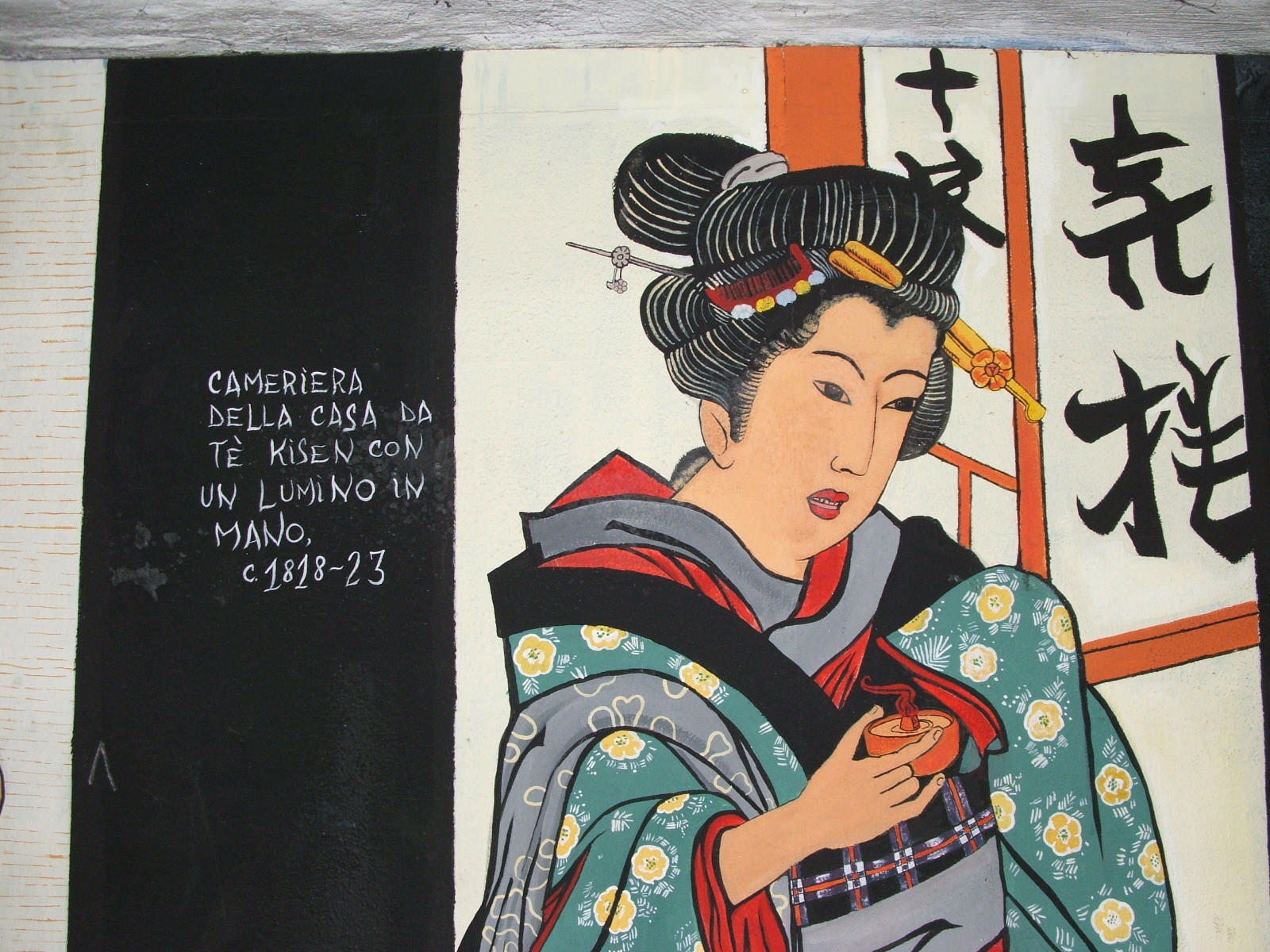
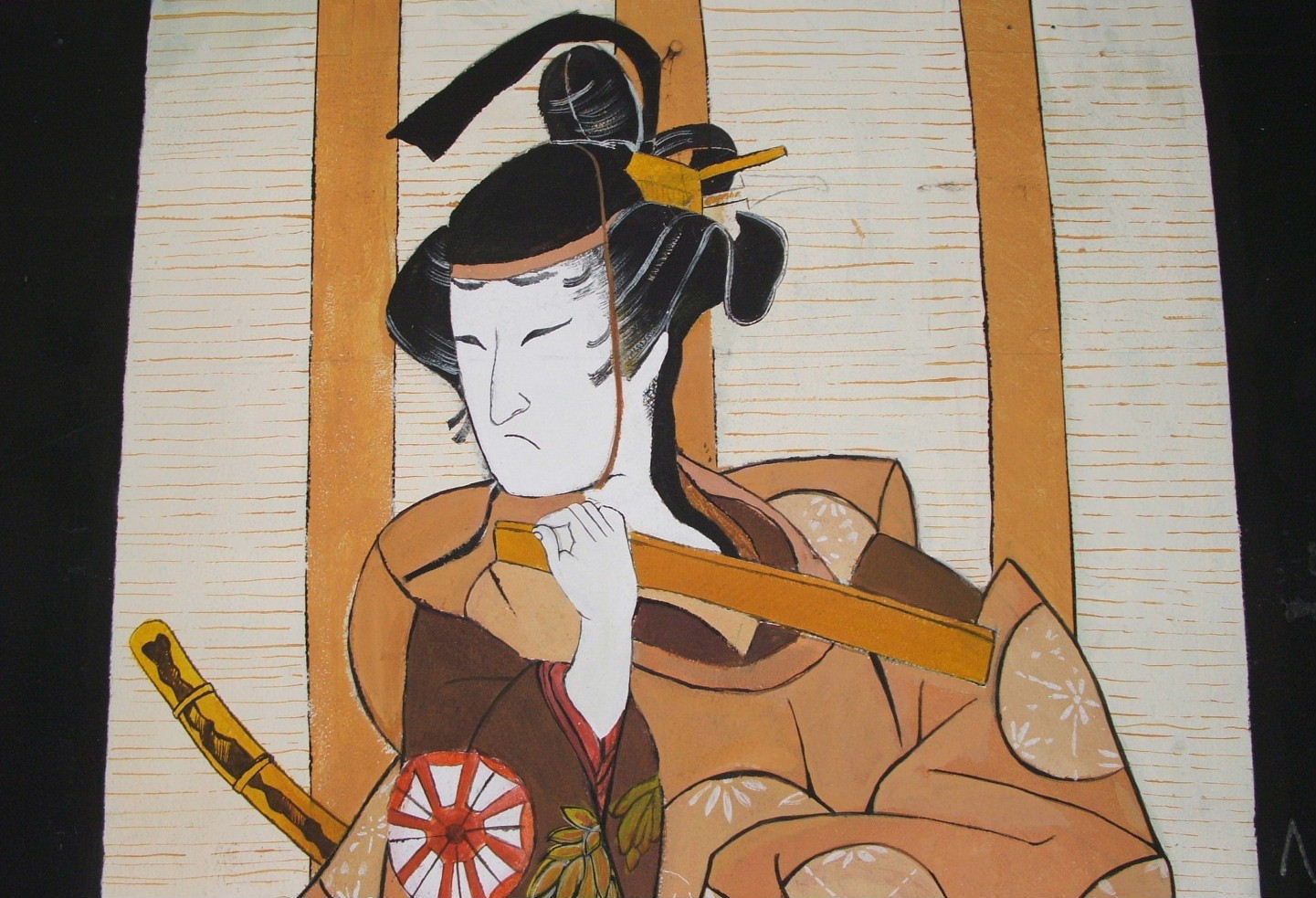

## Galleria d'immagini

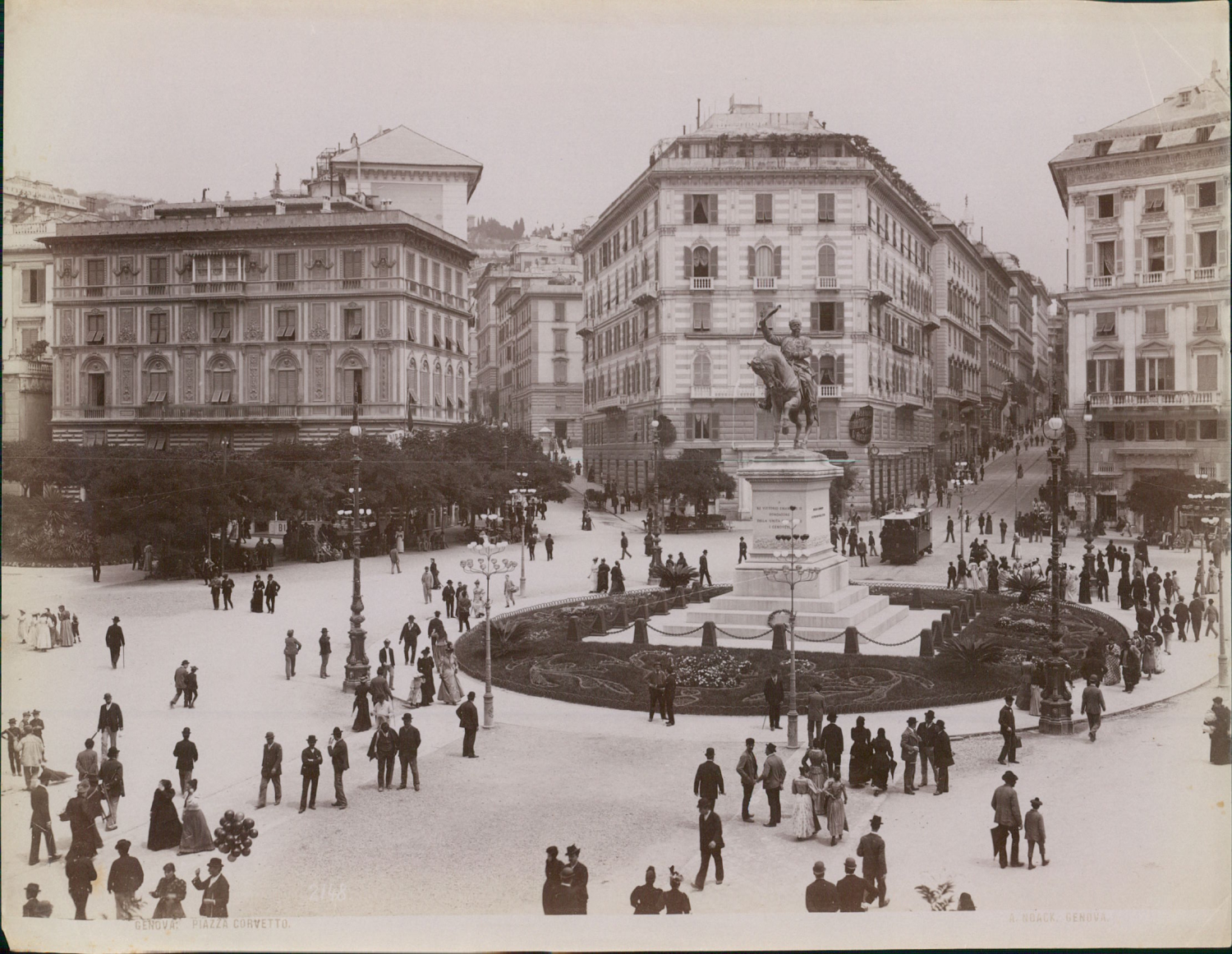
Piazza Corvetto verso il finire dell'Ottocento in una foto di Alfred Noack
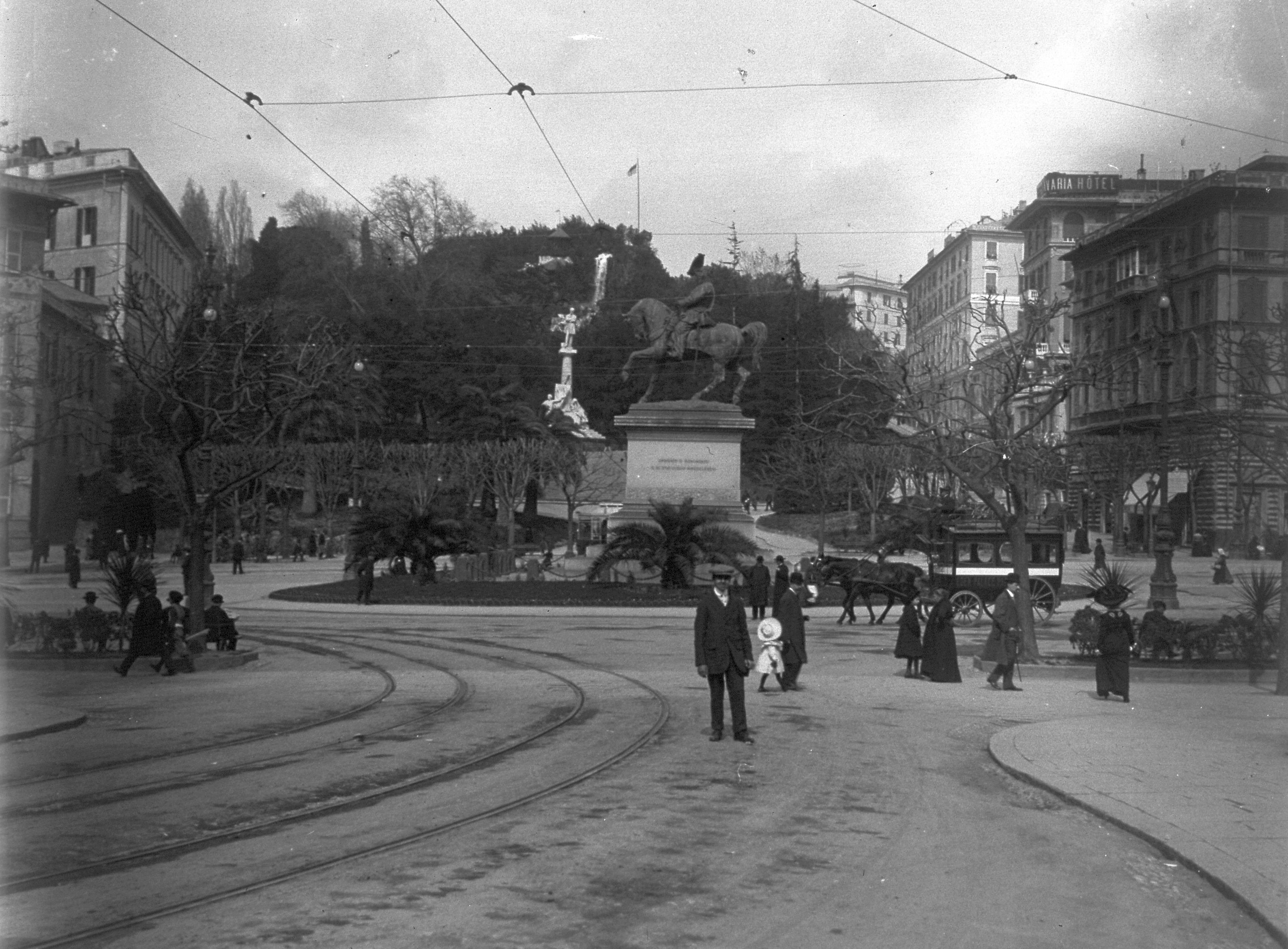
Piazza Corvetto attraversata da una carrozza, nel 1910
- Volantino pubblicitario della birreria, ristorante e concerto Giardino d'Italia del 1913 che era nei giardini antistanti Villa Serra. Il Giardino d'Italia aprì nel 1861 e chiuse negli anni '50.
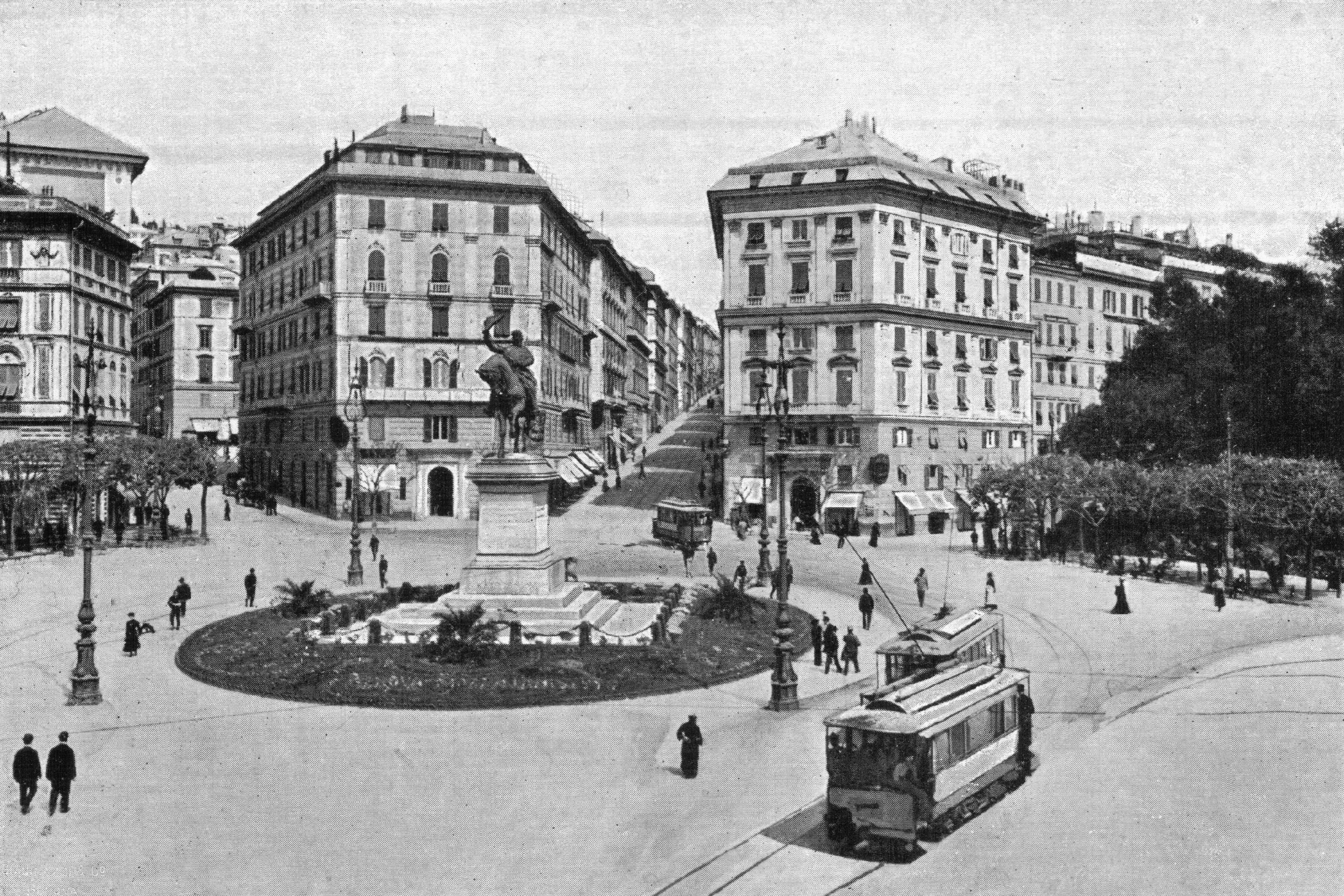
Una foto di inizio Novecento con la linea tramviaria
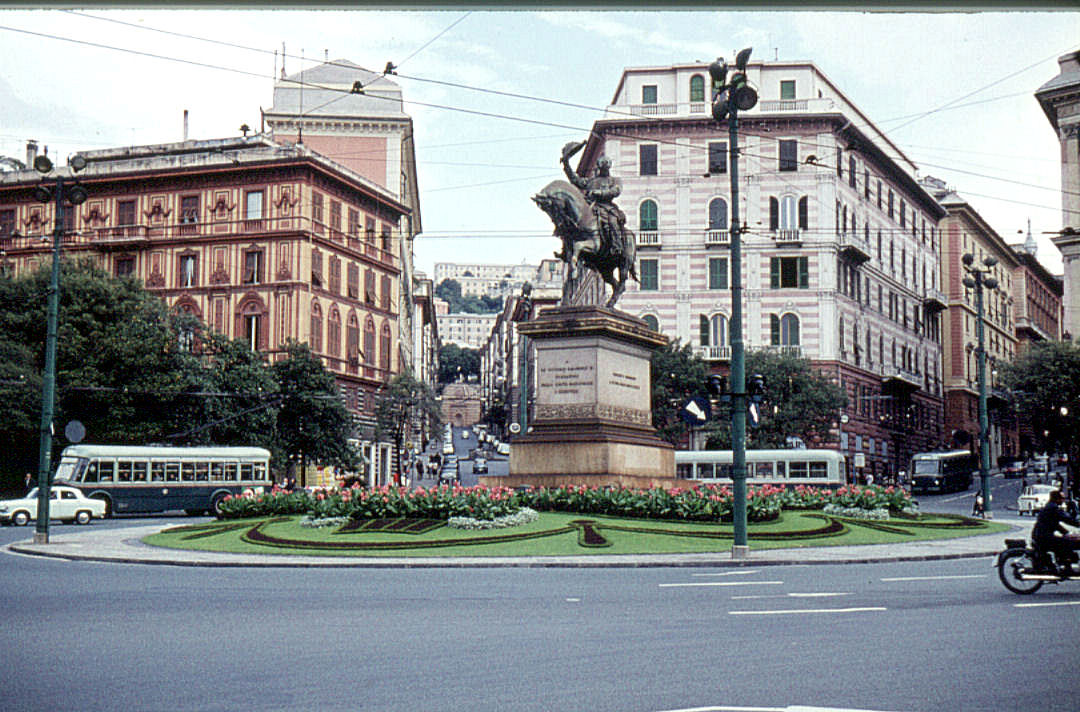
Piazza Corvetto nel 1960
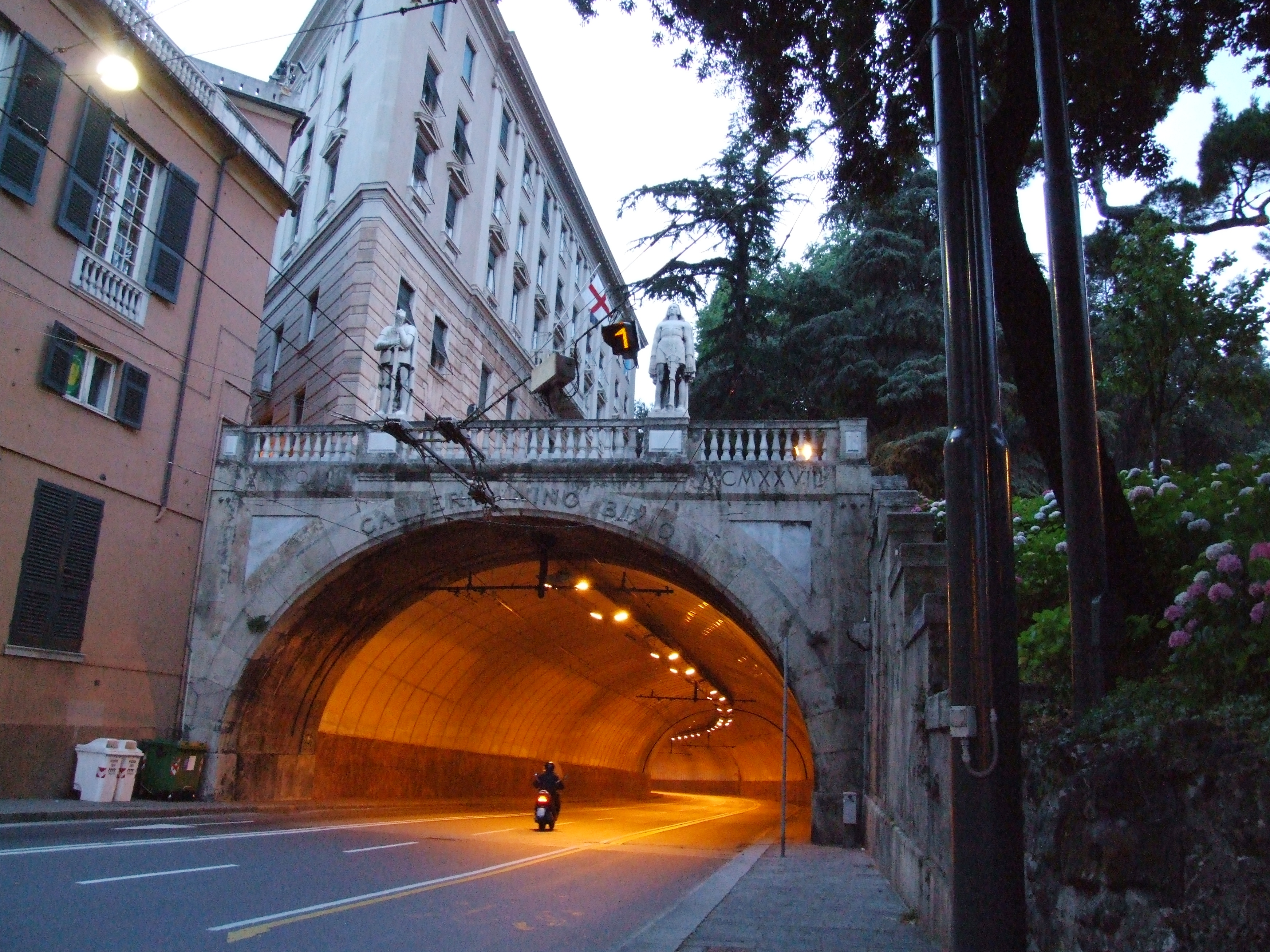
L'imbocco della galleria Nino Bixio, verso piazza Portello
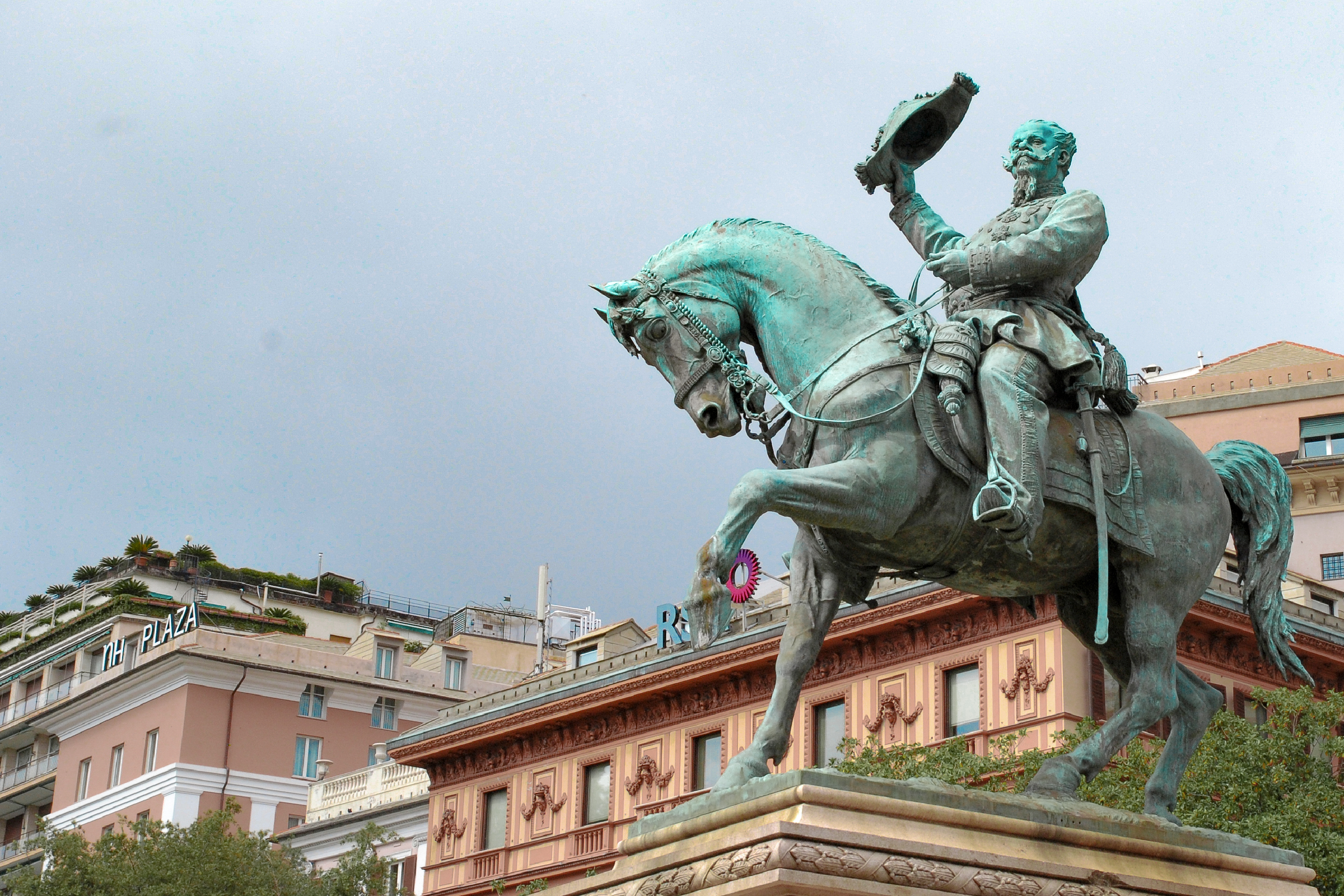
La statua dedicata a Vittorio Emanuele II
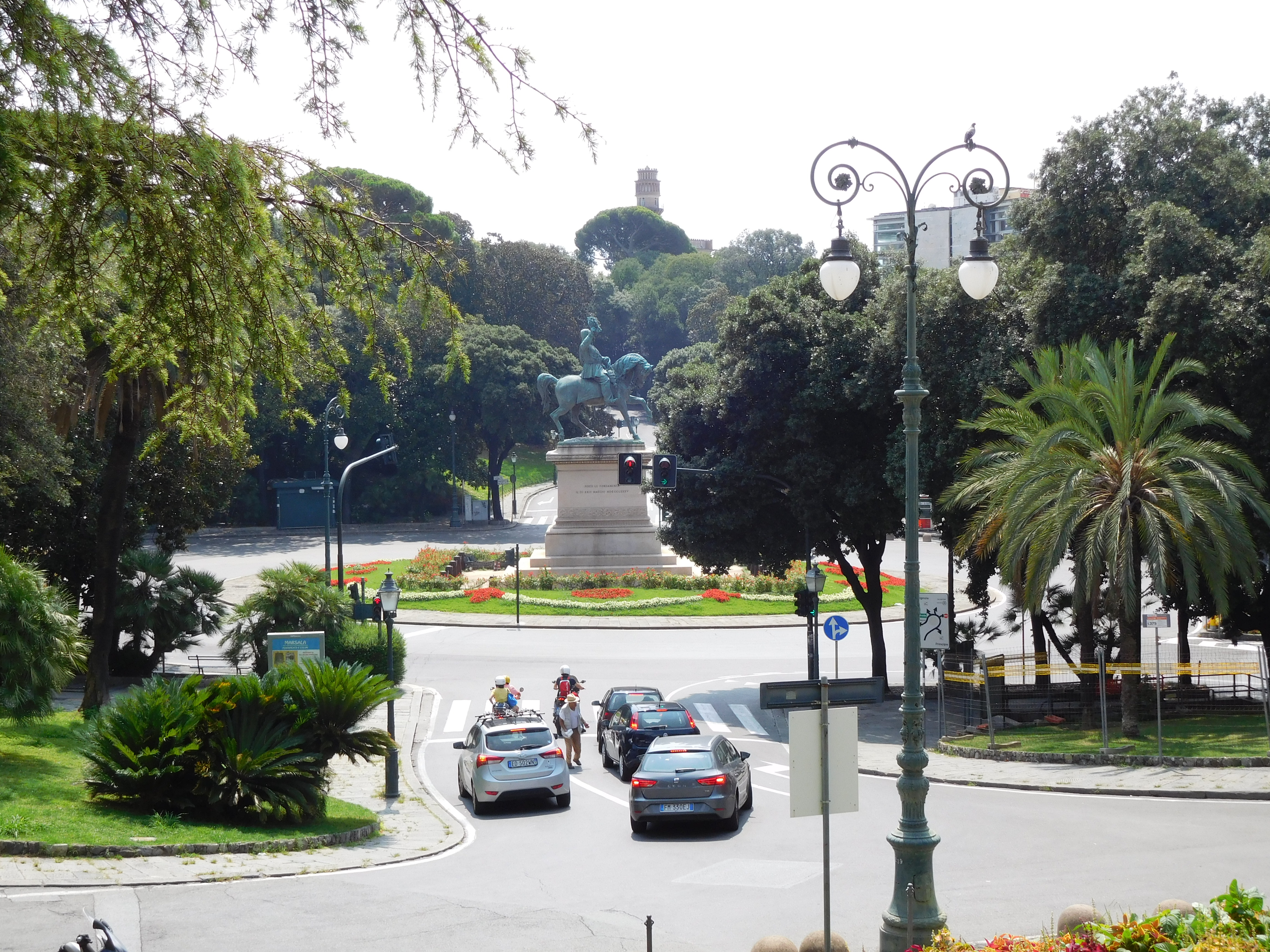
Vista della piazza dal monumento dedicato a Mazzini di fronte a Villetta Di Negro
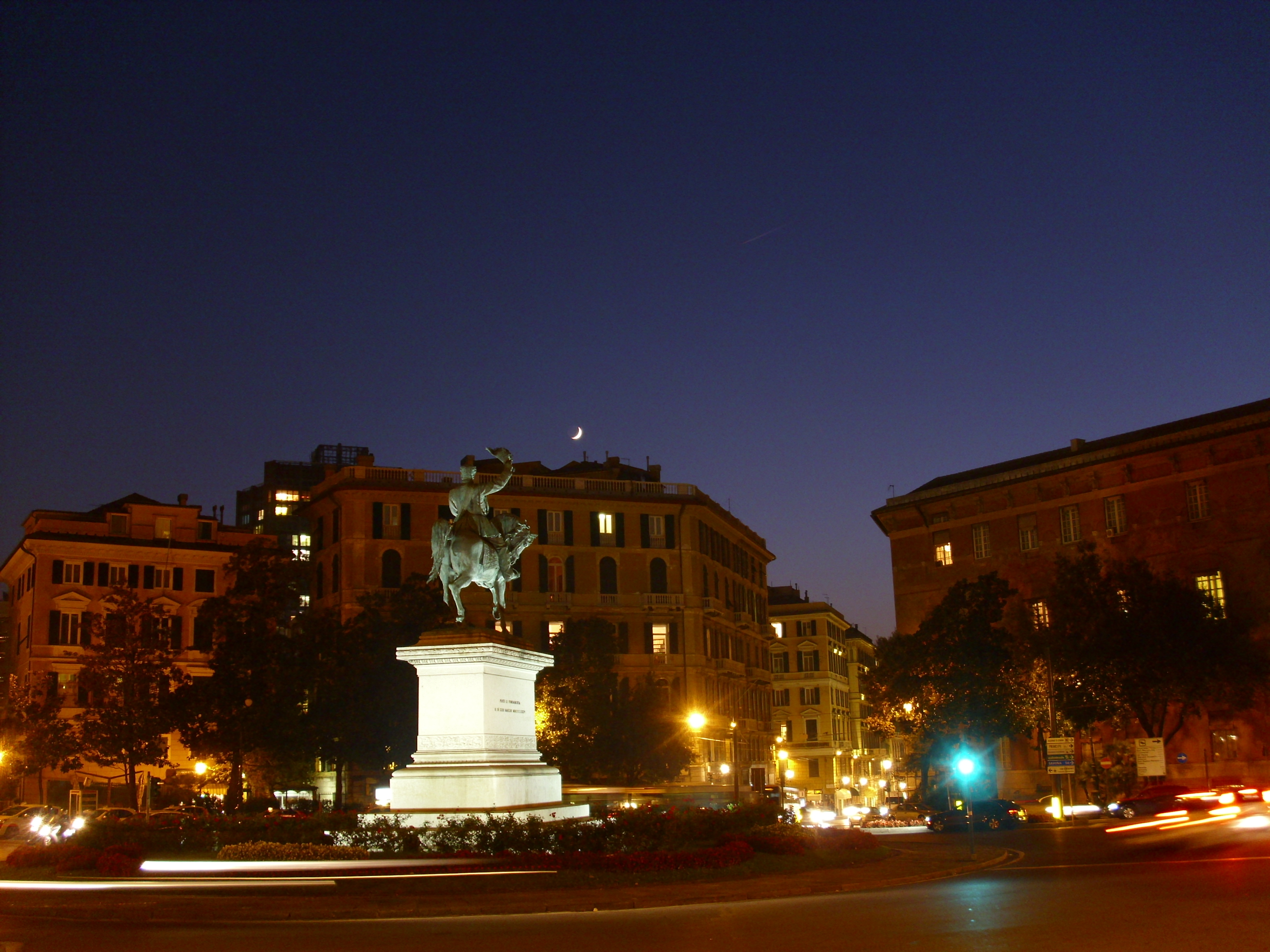
Una fotografia notturna della piazza